# Saison 2017 de l'équipe cycliste Euskadi Basque Country-Murias
La saison 2017 de l'équipe cycliste Euskadi Basque Country-Murias est la troisième de cette équipe.

## Préparation de la saison 2017

### Arrivées et départs
| Arrivées        | Équipe 2016       |
| --------------- | ----------------- |
| Julen Irizar    | Ampo-Goierriko TB |
| Óscar Rodríguez | Lizarte           |

| Départs            | Équipe 2017            |
| ------------------ | ---------------------- |
| Alex Aranburu      | Caja Rural-Seguros RGA |
| Jon Ander Insausti | Bahrain-Merida         |

## Coureurs et encadrement technique

### Effectif
| Cycliste              | Date de naissance | Nationalité | Équipe 2016                   |  |
| --------------------- | ----------------- | ----------- | ----------------------------- |  |
| Aritz Bagües          | 19 août 1989      | Espagne     | Euskadi Basque Country-Murias |  |
| Ander Barrenetxea     | 29 mars 1992      | Espagne     | Euskadi Basque Country-Murias |  |
| Mikel Bizkarra        | 21 août 1989      | Espagne     | Euskadi Basque Country-Murias |  |
| Garikoitz Bravo       | 31 juillet 1989   | Espagne     | Euskadi Basque Country-Murias |  |
| Imanol Estévez        | 11 janvier 1993   | Espagne     | Euskadi Basque Country-Murias |  |
| Adrián González       | 13 septembre 1992 | Espagne     | Euskadi Basque Country-Murias |  |
| Aitor González Prieto | 5 novembre 1990   | Espagne     | Euskadi Basque Country-Murias |  |
| Julen Irizar          | 26 mars 1995      | Espagne     | Ampo-Goierriko TB             |  |
| Mikel Iturria         | 16 mars 1992      | Espagne     | Euskadi Basque Country-Murias |  |
| Eneko Lizarralde      | 23 octobre 1993   | Espagne     | Euskadi Basque Country-Murias |  |
| Pello Olaberria       | 28 septembre 1994 | Espagne     | Euskadi Basque Country-Murias |  |
| Óscar Rodríguez       | 6 mai 1995        | Espagne     | Lizarte                       |  |
| Beñat Txoperena       | 28 décembre 1991  | Espagne     | Euskadi Basque Country-Murias |  |
| Gotzon Udondo         | 1er décembre 1993 | Espagne     | Euskadi Basque Country-Murias |  |

## Bilan de la saison

### Victoires
| Date | Course | Pays | Classe | Vainqueur |
| ---- | ------ | ---- | ------ | --------- |